# Sure We Can

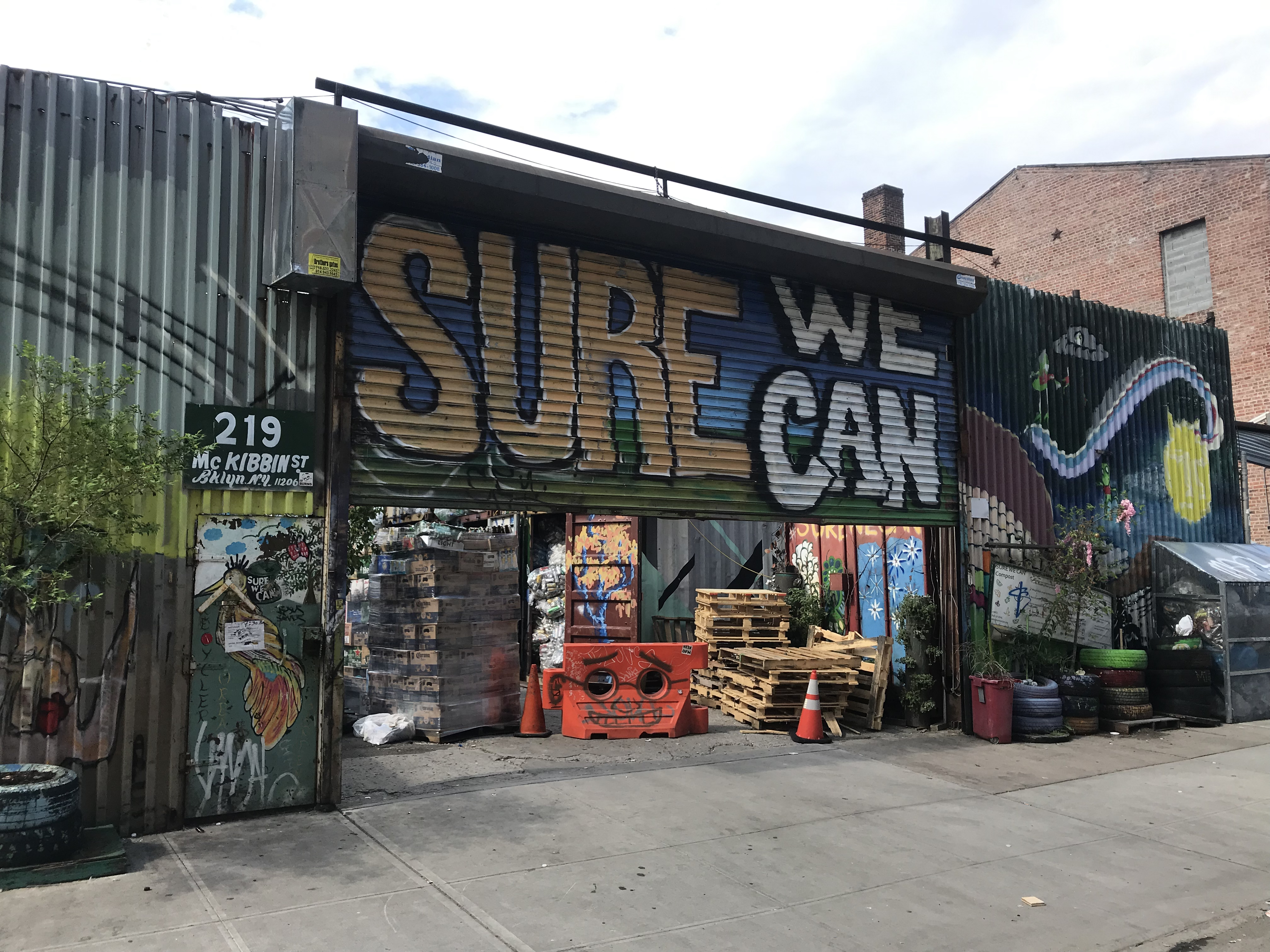
Entrada da Sure We Can.

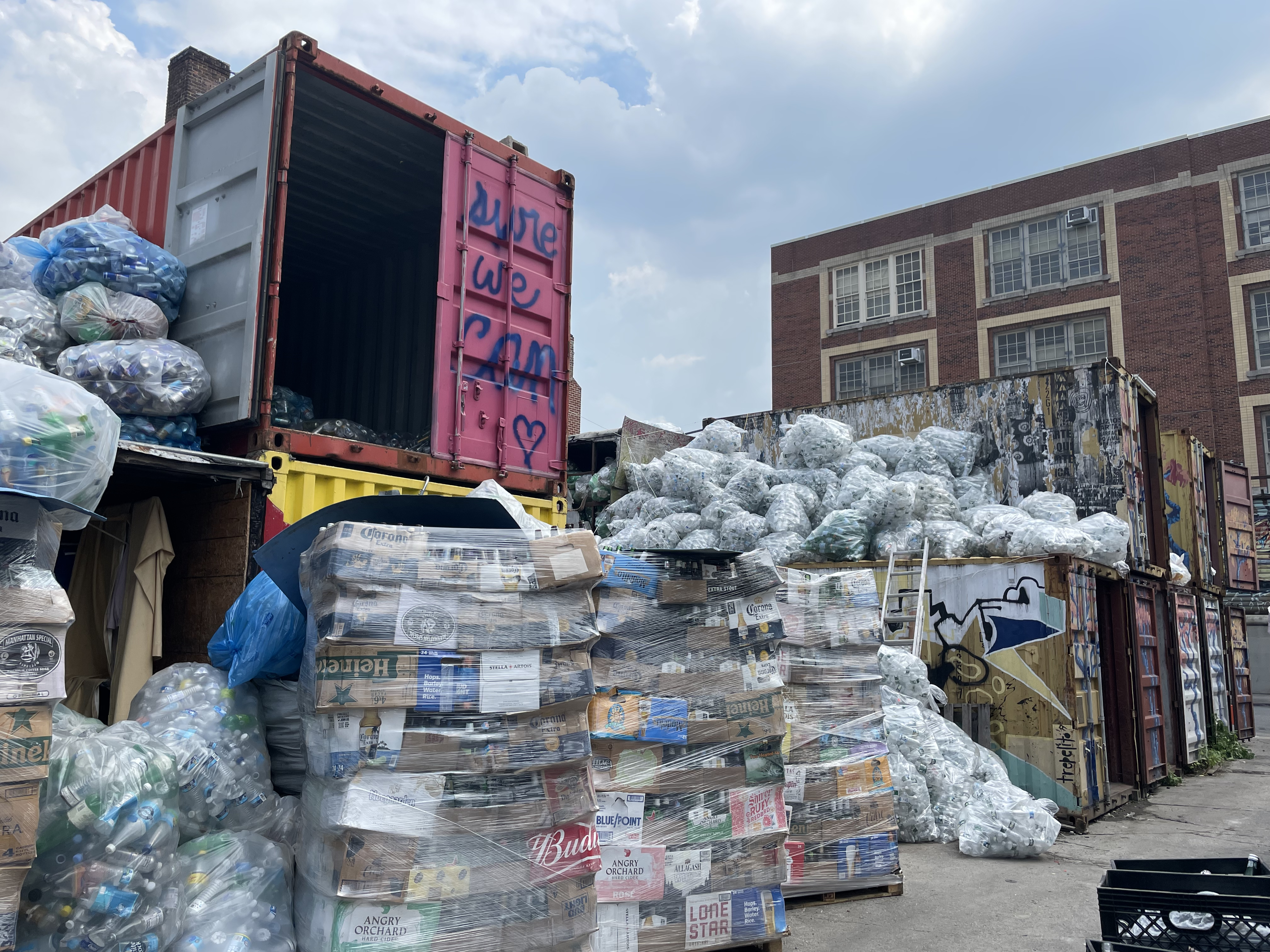
Os materiais recicláveis são empilhados, paletizados e armazenados em contentores de transporte antes da coleta.

A Sure We Can é um centro de resgate sem fins lucrativos e um centro comunitário com sede em Brooklyn, Nova Iorque. A Sure We Can fornece serviços de resgate de depósitos para a área do Brooklyn, Nova Iorque. Além disso, a organização serve como um centro comunitário para a comunidade de coletores que ali se dedica e para causas ambientais locais que promovem a dedicação da organização à sustentabilidade.

## História
A organização foi fundada em 2007 pelos cofundadores Ana Martinez de Luco e Eugene Gadsden. A instalação foi projetada tendo em mente os coletores, as pessoas que coletam latas e garrafas nas ruas, com o objetivo de fornecer um lugar acolhedor onde eles possam resgatar as suas latas e garrafas. Em 2019, o centro processou anualmente 10 milhões de latas e garrafas para resgate e atende uma comunidade de mais de 400 coletores. A Sure We Can estima que distribuem 700.000 dólares por ano aos coletores. O coletor médio que visita o Sure We Can ganha US$ 1.000 por ano.
A partir de 2020, a Sure We Can enfrenta um processo de despejo pelo proprietário, que está interessado em vender o lote que eles alugaram por 10 anos. A partir de 2021, a organização está a buscar financiamento da cidade ou de doadores privados para comprar o terreno.